# Випадковий вальс
Випадковий вальс (рос. Случайный вальс) — радянський художній фільм 1989 року, знятий на кіностудії «Ленфільм».

## Сюжет
Щоб позбутися від туги і зарядитися оптимізмом, Тетяна Прокопівна — немолода жінка зі звичками і поводженням красуні — запрошує до себе юних постояльців і береться їх щедро опікувати…

## У ролях
- Алла Соколова — Тетяна Прокопівна, господиня
- Тетяна Бондарєва — Надя, дівчина Сергія
- Олексій Серебряков — Сергій
- Сергій Парапанов — Гена
- Віктор Проскурін — Віктор Степанович
- Тетяна Рассказова — Анна, подруга Віктора Степановича
- Ірина Пярсон — епізод
- Юрій Горін — Юрій, чоловік з ресторану
- Галина Бокашевська — Олена
- Людмила Хомутова — епізод
- Ірина Основіна — епізод
- Віра Бикова-Піжель — епізод
- Катерина Єфремова — епізод
- Олеся Єфремова — епізод
- Роман Коваленко — епізод
- Юлія Кареліна — епізод

## Знімальна група
- Режисер — Світлана Проскуріна
- Сценарист — Павло Фінн
- Оператор — Димитрій Масс
- Композитор — В'ячеслав Гайворонський
- Художник — Володимир Южаков